# Kakskerta
Kakskerta es una isla en el mar del Archipiélago, al sur de la ciudad de Turku, en el país europeo de Finlandia. Se trata de un antiguo municipio y actualmente un distrito de Turku. Al igual que otras islas en el mar del Archipiélago, tiene un gran número de residencias de verano. El Lago Kakskerta está situado en el centro de la isla.
La población de Kakskerta es de 633 habitantes, y está aumentando a una tasa anual de 4,11%. El 19,43% de la población del distrito son menores de 15 años de edad, mientras que el 11,85% son mayores de 65 años. La distribución lingüística del distrito es 94,94% hablantes de finés, Sueco 4,27%, y otros el 0,79%.